# رایموند هواکیمیان
رایموند هواکیمیان (به ارمنی: Ռայմոնդ Յովակիմեան) کارگردان و تدوین‌گر سینما و تلویزیون ارمنی‌تبار اهل ایران است. وی از سال ۱۹۶۹ میلادی (۱۳۴۸) تاکنون مشغول فعالیت بوده‌است.

## زندگی‌نامه
وی در سال ۱۹۴۴ میلادی (۱۳۲۳ خورشیدی) در همدان به دنیا آمد. پس از آنکه تحصیلاتش را در رشتهٔ کارگردانی به پایان برد.  وی برادر «دیگرانوهی هواکیمیان» (کارگردان تلویزیون) می‌باشد. فعالیت سینمایی را از ۱۹۶۹ (۱۳۴۸) به عنوان دستیار کارگردان آغاز کرد. کاکو (شاپور قریب ۱۳۵۰) و سه‌قاپ (زکریا هاشمی ۱۳۵۰) از جمله فعالیت‌هایی هستند که هواکیمیان به عنوان دستیار کارگردان در آنها همکاری داشته است او خود در ۱۹۷۲ (۱۳۵۱) فیلم سینمایی ساعت فاجعه را بر اساس فیلمنامه‌ای از سیروس الوند کارگردانی کرد و علاوه بر آن تدوین این فیلم را به عهده داشت. پس از آن در ۱۹۷۶ (۱۳۵۵) با تأسیس استودیویی به تولید و عرضه فیلم‌های سینمایی و تبلیغاتی پرداخت. هواکیمیان بین سال‌های ۱۹۸۱ تا ۱۹۸۷ (۱۳۶۰ تا ۱۳۶۶) با شبکه دو نیز همکاری داشت و فیلم‌های متعددی را کارگردانی کرد. فیلم «مواد زائد کارخانجات» از جمله فیلم‌هایی است که در «جشنواره اکو فیلم» چکسلواکی تقدیرنامه هیئت داوران را به دست آورد. این فیلم به‌مدت ۲ ماه در سرتاسر چکسلواکی به‌نمایش درآمد. «نقش قالی»، «با قلب دوم»، «محیط زیست ما»، «شگفتی‌های طبیعت»، «بر ساختار ورزش» و … از جمله آثار مستند هواکیمیان هستند. او کارگردانی مجموعه‌های تلویزیونی «مردی از دنیا» (۱۳۴۸)، «خلیل ده مرده» (۱۳۴۹) را نیز در کارنامه دارد.

## فیلم‌شناسی
- کاکو (سینمایی / دستیار کارگردان، ۱۳۵۰)
- سه‌قاپ (سینمایی / دستیار کارگردان، ۱۳۵۰)
- ساعت فاجعه (سینمایی / کارگردان و تدوینگر، ۱۳۵۱)
- مواد زائد کارخانجات (مستند، ۱۳۶۵)[۱]
- نقش قالی (مستند)
- با قلب دوم (مستند)
- محیط زیست ما (مستند)
- شگفتی‌های طبیعت (مستند)
- بر ساختار ورزش (مستند)
- مردی از دنیا (مجموعه تلویزیونی ۱۳۴۸)
- خلیل ده مرده (مجموعه تلویزیونی ۱۳۴۹)
- از قهرمانان چه خبر؟ (ورزشی)[۲]